# Недештія-де-Сус
Недештія-де-Сус (рум. Nădăștia de Sus) — село у повіті Хунедоара в Румунії. Адміністративно підпорядковане місту Келан.
Село розташоване на відстані 285 км на північний захід від Бухареста, 18 км на південь від Деви, 129 км на південний захід від Клуж-Напоки, 132 км на схід від Тімішоари.

## Населення
За даними перепису населення 2002 року у селі проживали 339 осіб. Рідною мовою 337 осіб (99,4%) назвали румунську.
Національний склад населення села:
| Національність | Кількість осіб | Відсоток |
| -------------- | -------------- | -------- |
| румуни         | 326            | 96,2%    |
| цигани         | 11             | 3,2%     |